# Полоцький зшиток

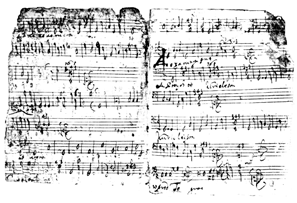
Полоцький зшиток. Сторінки 59—60.

Полоцький зшиток (біл. Полацкі сшытак), також Гостромечівський (Астрамечавський) рукопис (біл. Астраме́чаўскі ру́капіс) — збірка барочної музики невідомих авторів, вклеєна в греко-католицький требник часів Великого князівства Литовського, що його у 1962 році знайшов білоруський філолог Адам Мальдзіс. Досліджувався польським музикознавцем Єжи Голосом, який у довідниках часто фігурує як відкривач рукопису. Зшиток належав полоцькому єпископу, однак був складений у селі Гостромечеве, що на Берестейщині. Твори з «Полоцького зшитку» ввійшли до партитур білоруських, польських і німецьких музик, вони звучать на фестивалях стародавньої камерної музики і подаються як приклади польської музики 17 століття.

## Історія дослідження
Після Другої світової війни з німецьких запасників до Польщі потрапив греко-католицький требник, що у 1956 році поступив до бібліотеки Ягеллонського університету у Кракові. У бібліотеці требник був позначений як Гостромечевий. Перші виконавці музики зі зшитку — гурт «Кантабіле» — назвали його «полоцьким» і під такою назвою він став найбільш відомим. У радянські часи не визнавалося, що у Білорусі могла бути своя музика епохи бароко.

## Виноски
1. ↑  Зміцер Сасноўскі. Гісторыя беларускіх музычных уплываў. — Мінск: Медысонт, 2009. — 140 с. (біл.)
2. ↑  «Полацкі сшытак» аказаўся Астрамечаўскім. // Наша Ніва. — 30.09.2005. (біл.)